# Ямусукро
Ямусу́кро (фр. Yamoussoukro фр. вимова: [jamusukʁo], місцева [jamsokʁo]) — столиця Кот-д'Івуару (з березня 1983 року). Населення — 200,7 тис. мешканців (2005). Але вже у 2014 році було 355 573 мешканців.

## Клімат
Місто розташоване в зоні, характеризованій кліматом тропічних саван. Найтепліший місяць — лютий із середньою температурою 28.3 °C (83 °F). Найхолодніший місяць — липень, із середньою температурою 25 °С (77 °F).
| Клімат Ямусукро         | Клімат Ямусукро | Клімат Ямусукро | Клімат Ямусукро | Клімат Ямусукро | Клімат Ямусукро | Клімат Ямусукро | Клімат Ямусукро | Клімат Ямусукро | Клімат Ямусукро | Клімат Ямусукро | Клімат Ямусукро | Клімат Ямусукро | Клімат Ямусукро |
| Показник                | Січ.            | Лют.            | Бер.            | Квіт.           | Трав.           | Черв.           | Лип.            | Серп.           | Вер.            | Жовт.           | Лист.           | Груд.           | Рік             |
| Абсолютний максимум, °C | 36              | 38              | 40              | 37              | 39              | 33              | 37              | 37              | 32              | 33              | 33              | 37              | 40              |
| Середній максимум, °C   | 32              | 33              | 33              | 32              | 31              | 29              | 27              | 28              | 28              | 30              | 30              | 31              | 30              |
| Середня температура, °C | 26              | 28              | 28              | 28              | 27              | 26              | 25              | 25              | 25              | 26              | 26              | 25              | 26              |
| Середній мінімум, °C    | 20              | 22              | 23              | 23              | 22              | 22              | 22              | 22              | 22              | 22              | 21              | 20              | 22              |
| Абсолютний мінімум, °C  | 10              | 12              | 17              | 20              | 18              | 18              | 17              | 17              | 18              | 17              | 15              | 11              | 10              |
| Днів з опадами          | 1               | 3               | 6               | 5               | 8               | 9               | 8               | 11              | 10              | 8               | 3               | 1               | 73              |
| ----------------------- | --------------- | --------------- | --------------- | --------------- | --------------- | --------------- | --------------- | --------------- | --------------- | --------------- | --------------- | --------------- | --------------- |
| Джерело: Weatherbase    |                 |                 |                 |                 |                 |                 |                 |                 |                 |                 |                 |                 |                 |

## Історія

### Колоніальний період
Під час Французької колонізації експедиція на чолі з Ямусо прибула в селище Нґокро, яке тепер і є містом Ямусукро. У той час у поселенні жило 425 мешканців.
Ямусукро є рідним містом першого президента країни Уфуе-Буаньї, чим і пояснюється перенесення в нього в 1983 році столиці з м. Абіджан. Ямусукро являє собою важливий транспортний вузол. У місті розташовані міжнародний аеропорт, харчові та деревообробні підприємства, резиденція президента, «Будинок партії». У районі Ямусукро вирощують каву, какао, ямс, банани та інші сільськогосподарські культури, розводять велику рогату худобу, овець і кіз.

## Пам'ятки
У Ямусукро розташована найбільша у світі церква — базиліка Нотр-Дам-де-ла-Пе, в архітектурі якої переосмислені мотиви собору св. Петра в Римі. Будівля заввишки 158 метрів уміщає 7000 парафіян на сидячих місцях і ще 11 тис. стоячи. Для будівництва базиліки завозили мармур з Італії і кольорове скло з Франції.